# Spilosoma erythrastis
Spilaethalida erythrastis là một loài bướm đêm thuộc phân họ Arctiinae, họ Erebidae.